# Hemitrygon akajei
Hemitrygon akajei ist eine Rochenart und lebt im nordwestlichen Pazifik von Thailand bis zum südlichen Japan. Meldungen über Vorkommen gibt es auch von Fidschi und Tonga.

## Merkmale
Hemitrygon akajei kann eine Gesamtlänge von 2 m und eine Breite von 66 cm erreichen, die meisten erwachsenen Tiere sind aber nicht länger als 1 m.  Er hat eine fünfeckige Brustflossen-Scheibe, die etwas länger als breit ist. Das vordere Ende der Scheibe ist spitz und wird von der dreieckigen Schnauze gebildet, die anderen Ecken sind abgerundet. Die Augen liegen in hervorgehobenen Sockeln, hinter ihnen liegen etwa doppelt so große Spritzlöcher. Zwischen den Atemlöchern befindet sich ein dicker Hautlappen. Die Zähne sind in Ober- und Unterkiefer jeweils in einer Art Quincunx-Muster gruppiert. Jungtiere und Weibchen haben abgerundete Zähne, erwachsene Männchen spitze. Der Schwanz ist peitschenartig und 1 bis 1,5 mal so lang wie die Scheibe. Der Rücken ist von rötlichem Braun, das zum Flossensaum hin in Orange übergeht. Der Bauch ist Orange-Rot. Wie alle Stechrochen hat sie einen Giftstachel.

## Lebensweise
Die Art lebt auf dem Kontinentalschelf im nordwestlichen Pazifik, bevorzugt im Flachwasser über sandigem Grund, aber auch in größeren Tiefen. Sie ernährt sich von kleineren Fischen wie der japanischen Sardine (Sardinops sagax melanostictus) und Krustentieren wie etwa der Sandgarnele. Hemitrygon akajei ist ovovivipar mit Würfen von bis zu zehn Jungtieren.

## Systematik
Die Rochenart wurde im Jahr 1841 durch die deutschen Naturwissenschaftler Johannes Müller und Jakob Henle unter der wissenschaftlichen Bezeichnung Trygon akajei beschrieben, später dann der Gattung Dasyatis zugeordnet. Bei einer Mitte 2016 erfolgten Revision der Dasyatidae wurde die Art in die Gattung Hemitrygon gestellt.